# Ventavon
Ventavon ist eine französische Gemeinde im Département Hautes-Alpes in der Region Provence-Alpes-Côte d’Azur. Sie gehört zum Kanton Laragne-Montéglin im Arrondissement Gap. 

## Lage
Das Gemeindegebiet wird vom Flüsschen Beynon durchquert, das mit seinen Zuflüssen zur Durance entwässert. Ventavon grenzt im Norden an Barcillonnette, im Nordosten an Monêtier-Allemont, im Osten an Claret, im Südosten an Théze, im Süden an Upaix, im Südwesten an Lazer, im Westen an Garde-Colombe und Savournon sowie im Nordwesten an Esparron.

## Bevölkerungsentwicklung
| Jahr      | 1962 | 1968 | 1975 | 1982 | 1990 | 1999 | 2008 | 2017 |
| --------- | ---- | ---- | ---- | ---- | ---- | ---- | ---- | ---- |
| Einwohner | 509  | 396  | 392  | 362  | 398  | 456  | 517  | 575  |